# Brunswick (Maryland)
Brunswick város az Amerikai Egyesült Államok Maryland államában, Frederick megyében. Lakosainak száma 7762 fő (2020. április 1.).

## Népesség
A település népességének változása:
| Lakosok száma | 5870 | 6491 | 7762 |
|               | 2010 | 2019 | 2020 |